# Lista de sínodos francos
Uma lista de sínodos francos realizados na igreja em todo o vasto reino franco, bem como seus predecessores imediatos, incluindo o Reino Visigótico, o Reino Ostrogótico, e o Reino da Borgonha, ilustra, de modo incongruente o modo como era e foi organizada a sociedade clerical e civil da época, suas repercussões e o estado de coisas que o ocidente veio a divisar em épocas futuras.

## Antecedentes e importância
Os Sínodos regionais foram realizados regularmente na Igreja da Gália. Entre os anos 314 e 506, contou-se mais de 30 deles.  Alguns dos sínodos listados aqui (uns dos quais também são referidos também como "sínodos gerais do império alemão"), serviram para assinalar um desenvolvimento particular do germânico na Igreja do Ocidente. Para os concílios regionais ou provinciais que ocorreram habitualmente na igreja da época, compreende-se que os mesmos acrescentaram um elemento tradicional aos sistemas de governo (mormemente o germânico), o que culminou na ideia de Concílios nacionais, influência adquirida do Oriente cristão 
Eles também indicam uma congruência cada vez maior entre a Igreja e o Estado. Quanto aos governantes arianos, estes mantiveram sua distância dos concílios gerais [já que estes eram ortodoxos], e só começaram a influenciá-los e acontecer os concílios visigóticos, quando Recaredo I, converteu-se à ortodoxia. A tendencia geral foi que, com a conversão e o consequente estabelecimento entre os reis merovíngios (e os carolíngios depois deles), os concílios vieram a sofrer a influência diretados referidos monarcas.  De acordo com Gregory Halfond, tal congruência era uma qualidade particular da igreja galo-romana, onde a aristocracia romana composta por uma parte importante da liderança galo-romana (e mais tarde o franco) sobre a igreja; o nexo da continuidade desse poder é indicado também pelo uso contínuo de procedimentos romanos nos concílios. 
Um clérigo precoce e de suma importância foi Cesário, bispo de Arles que presidiu o sínodo visigótico realizado em Agde em 506,  e, em seguida, foi ele também quem regeu magnanimamente o Segundo Concílio de Orange, em (529) e o Concílio de Vaison, no mesmo ano. Os sínodos regionais, organizados por Cesário, tinham uma maior preocupação com os cânones e as práticas da Igreja da Gália às de outras Igrejas. Em Orange, por exemplo, ocorreram decisões importantes, como por exemplo, acerca do pelagianismo, ou o anátema do rito gaulês [da então Igreja gaulesa] e as decisões do Vaison, em conformidade com a liturgia praticada em outras Igrejas (Itália, África, Oriente, etc).  O modelo para os seguintes sínodos e concílios francos, foi definido por Clóvis I, que organizou o Primeiro Concílio de Orleans, em (511), embora ele não o tenha assistido. Foi ele quem definiu a agenda [pauta] e seguiu de perto o processo (o que estava em jogo era "a unificação da igreja romana sob domínio franco").  "profundamente arraigada pelas práticas germânicas. Após o declínio da influência de Cesário e o estabelecimento do domínio merovíngio, o foco do vir-a-ser da Igreja Franca mudou para o norte, para lidar com o crescente problema de ajuste litúrgico, onde pesava a questão do pelagianismo ou Predestinatarianismo, só que agora os bispos tinham que lidar com problemas que envolviam "o casamento, as relações entre uma aristocracia guerreira, questões relativas ao clero, aos monges e monjas e os os conflitos nascidos da influência real e ainda pesar os ajustes sobre os direitos de propriedade". 
O modelo básico estabelecido por Clóvis provocou uma reunião de líderes da igreja (em qualquer nível), que poderia ser convocada por autoridades religiosas ou seculares. O resultado dessas reuniões era eclesiástico, transformados em decisões legislativas, denominadas de Cânones. Outro aspecto destes sínodos foi de ordem judicial: aqueles que tivessem transgredido alguma lei ou norma eclesiástica ou outra lei, seriam investigados e julgados.  Finalmente [então] os sínodos decidiram sobre questões de subsídios e privilégios 
Muitos dos sínodos (às vezes também chamados de "concílios" - "sinodais" tinham sua aplicação, às vezes, sobre recolhimentos menores,) embora não todos, podiam ser chamados de "concílio de estado", isto é, eles foram convocados por uma autoridade monárquica. Especialmente na igreja franca, o grande número de cânones conciliares é a prova da estreita relação entre os governantes e a igreja. Por volta do século VIII, no entanto, a organização regular de sínodos havia desaparecido, e quando Bonifácio queixou-se ao Papa Zacarias em 742 que não tinha havido um sínodo na igreja franca em pelo menos oitenta anos, ele não estava exagerando muito.   Bonifácio então no Concílio Germânico, que foi o primeiro de três "concílios da reforma",  buscou meios de reformar, organizar [ou reorganizar], em suas tentativas, a igreja franca.  Ele foi apenas parcialmente bem sucedido em suas tentativas, e nunca conseguiu desembaraçar a estreita relação entre a nobreza e o clero, que em muitos casos, levou a propriedade da igreja que, custodiada por nobres (que tinham sido nomeados bispos, por governantes carolíngios, por exemplo, para apaziguá-los) e suas famílias.  

## Sínodos visigodos
- Sínodo de Agde (506) [2] Presidido por Cesário de Arles [16]
- Sínodo de Marselha (533) [17]
- Concílio de Septimânia (589) [18]

## Sínodos ostrogodos
- Sínodo de Arles (506) [2]
- Sínodo de Arles (524) [17]
- Sínodo de Carpentras (527) [17]
- Segundo Concílio de Orange (529) [17]
- Segundo Concílio de Vaison (529) [17]

## Sínodos borgonheses
- Concílio de Lião (c. 516) [17]
- Concílio de Epaona (517), convocado por Avito, bispo de Viena [19] uniu as províncias eclesiásticas de Lião e Viena [2]
- Concílio de Lião (518/9) [17]
- Segundo Concílio de Valença (528 ca.) [17]

## Sínodos francos

### Século VI
- Primeiro Concílio de Orleans (511),[2] convocado por Clóvis, rei Franco [20]
- Primeiro Concílio de Carpentras (527) e Segundo Concílio de Carpentras (528) [21]
- Segundo Concílio de Orléans (533) [17]
- Primeiro Concílio de Clermont (535).[17][22] Presidido por Niceto (ou Niziero), bispo de Tréveris
- Terceiro Concílio de Orléans (538) [ [17]
- Quarto Concílio de Orléans (541) [17]
- Segundo Concílio de Clermont (549).[22] Presidido por Niceto (ou Niziero), bispo de Tréveris
- Quinto Concílio de Orléans (549).[17] Presidido por Niceto (ou Niziero), bispo de Tréveris
- Sínodo de Toul (550), convocado por Teodebaldo rei da Austrásia [23] e presidido por Niceto (ou Niziero), bispo de Tréveris. [17] [22]
- Sínodo de Paris (550) [22]
- Sínodo de Metz (550/5) [17] convocado por Teodebaldo rei da Austrásia [24]
- Sínodo de Eauze (551) [17]
- Sínodo de Paris (551/2) [17]
- Sínodo da Bretanha (552) [17]
- Sínodo de Arles (554) [17]
- Sínodo de Paris (556/73) [17]
- Sínodo de Paris (573), Convocado por ordem de Guntram, rei da Borgonha [17]
- Sínodo de Paris (577), Convocado por ordem de Quilperico I, rei de todos os francos [17]
- Sínodo de Saintes (579) [17]
- Concílio de Berny (580) [25]
- I Concílio de Mâcon (581/3) [17]
- Concílio de Lião (583) [17] Convocado por ordem de Guntram, rei da Borgonha [26]
- Terceiro Concílio de Valence (583/5),[17] Convocado por ordem de Guntram, rei da Borgonha [27]
- Concílio de Auvergne (584/91) [17]
- II Concílio de Mâcon (585) [28] Presidido pelo patriarca Priseus ou Prisco (573-588).
- Concílio de Troyes (585) Convocado por ordem de Guntram, rei da Borgonha [29]
- Concílio de Narbona (589) [30]

### Século VII
- Concílio de Chalon (602/4) [31]
- Sexto Concílio de Orléans (621)
- Concílio de Clichy (626/7) [32] [33]
- Sínodo de Mâcon (627) [34]
- Concílio de Clicy (636) [35]
- Sexto Concílio de Orléans (639/41), convocado por Clóvis II, rei da Nêustria e da Borgonha [17]
- Concílio de Bourges (ca. 643), Este concílio foi declarado nulo por Sigeberto III, rei da Austrásia [17]
- Sínodo de Chalon-sur-Saône (647/53) [17]
- Sínodo de Arles (648-60) [17]
- Primeiro Sínodo de Ruão (650), decidiu sobre a simonia e sobre questões litúrgicas e canônicas
- Sínodo de Paris (653) [17]
- Concílio de Clichy (654) [17]
- Sínodo de Nantes (655/8) [17]
- Sínodo de Bordeaux (662/75), Convocado pelo rei Quilderico II da Austrásia [17]
- Sínodo de Autun (662/76) [17]
- Sínodo de Saint-Jean-de-Losne (673/75), Convocado pelo rei Quilderico II da Austrásia [17]
- Sínodo de Malay-le-Roi (677), Convocado por Teodorico III, rei da Nêustria e da Borgonha [17]
- Concílio de Ruão (688)
- Sínodo de Auxerre (695) [12]

### Século VIII
- Concílio Germânico, presidido por Bonifácio (742/3) [36]
- Concílio de Estinnes (1 de Março 744), reforma, segundo Bonifácio, para o
- Concílio de Soissons (3 de março de 744) [37]
- Concílio de Ver (755) convocado por Pepino I. [38]
- Concílio de Compiegne (757) Presidido por Crodegang, bispo de Metz
- Sínodo de Gentilly  (767), sancionou a tradicional trindade (a questão do Filioque) e veneração das imagens na Igreja do Ocidente [39]
- Concílio de Bourges (767). convocado pelo por Sulpício, bispo de Bourges [40]
- Concílio de Bourges (767)

### Século IX
- Concílio de Thionville (835, Convocado por Luís, o Pio que tendo sido restaurado no poder, depôs o bispo Agobardo.
- Sínodo de Worms (868) [41]
- Sínodo de Tribur (895), presidido por Hatto I [42]